# Я выхожу
«Я выхожу» — белорусский политический лозунг, возникший в результате убийства минского активиста Романа Бондаренко 12 ноября 2020 года. Лозунг приобрёл общественно-политическое значение и широко использовался как призыв к участию в акциях протеста во время массовых демонстраций в Беларуси 2020—2021 года.

## История

### Происхождение
Предпосылкой возникновения лозунга стал приезд неизвестных лиц в масках на Площадь Перемен (неофициальное название двора в Минске на пересечении улиц Червякова, Каховской и Сморговского тракта) 11 ноября 2020 года с целью срезать бело-красно-белые ленты. 31-летний житель двора Роман Бондаренко вышел для установления контакта с неизвестными, предварительно оставив сообщение «Я выхожу» в дворовом Telegram-чате. На детской площадке он был избит, после чего доставлен в местный РОВД. Из милиции потерпевший был направлен в скорую помощь, где у него диагностировали внутримозговое кровоизлияние и тяжелые телесные повреждения. 12 ноября 2020 года Роман Бондаренко скончался, не приходя в сознание.

### Во время протестов
После трагических событий слова «Я выхожу» стали основой для ряда акций протеста. Уже 13 ноября 2020 года белорусская диаспора в Москве использовала лозунг на плакатах, сопровождая его свечами и бело-красно-белыми флагами. 15 ноября 2020 года протесты в Беларуси ознаменованные этим лозунгом привели к задержанию свыше 1000 человек. Кроме того, лозунг активно распространялся в виде граффити и надписей на заборах, оставаясь заметным элементом протестного пространства до февраля 2021 года.

## Анализ
Прагматическая пресуппозиция лозунга может быть интерпретирована как «Я призываю всех выходить вместе со мной на уличные протесты, сопротивляться неправомерным действиям властей». Лозунг получил различные вариации. Одной из таких форм стало краткое обращение «Выходи!», а также расширенные конструкции типа «Я выхожу — выходи и ты!», которые использовались как форма косвенной цитаты.
Аналитик и кандидат наук по культурологии Вадим Можейко относит данный лозунг к категории «общеободряющих», так как он отражает специфическое чувство спонтанного единства среди участников маршей, которые зачастую не были организованными группами, а представляли собой сообщество незнакомых людей. Также лозунг использовался в виде обращения к наблюдателям, которые смотрели за протестом из окон своих квартир («Я выхожу — выходи и ты!»).

## Оценки
Издание «Настоящее Время» назвало «Я выхожу» одним из главных лозунгов белорусского протеста.

## В культуре
Сразу после смерти Романа Бондаренко музыканты Пит Павлов и Александр Помидоров посвятили ему и его последним словам песню «Я выхожу». В конце ноября 2020 года на YouTube-канале анимационного персонажа Mr. Freeman было опубликовано видео в поддержку протестующих белорусов под названием «Я выхожу». В декабре 2020 года вышел документальный фильм Дарьи Демуры, Максима Шведа и Екатерины Игнашевич под названием «Я выхожу», посвящённый продолжающимся в Минске протестным акциям. В апреле 2021 года была издана фотокнига «Я выхожу», созданная графическим дизайнером Алексеем Пирсом, а в июле того же года Светлана Тихановская передала её экземпляр в библиотеку Конгресса США.